# Bailleau-le-Pin
 Bailleau-le-Pin  es una población y comuna francesa, en la región de  Centro, departamento de Eure y Loir, en el distrito de Chartres y cantón de Illiers-Combray.

## Demografía
| 789 | 918 | 1141 | 1185 | 1495 | 1456 |
| Para los censos de 1962 a 1999 la población legal corresponde a la población sin duplicidades (Fuente: INSEE [Consultar]) |     |      |      |      |      |